# Église Saint-Valery de Varengeville-sur-Mer
Pour les articles homonymes, voir Église Saint-Valery.
L'église Saint-Valery de Varengeville-sur-Mer est une église située sur le territoire de la commune de Varengeville-sur-Mer, dans le département français de la Seine-Maritime, non loin de Dieppe.

## Histoire
La construction de l'église semble remonter pour sa partie nord aux XIIe siècle et XIIIe siècle. Le porche d'entrée a été reconstruit au XVIe siècle.
L'église est classée au titre des monuments historiques en 1924,.
Elle accueille chaque année 60 000 visiteurs.

## Caractéristiques
L'église Saint-Valery et le cimetière marin sont situés au bord de la falaise, non loin du « Câtelier » que les autochtones nomment « la tombe du petit doigt de Gargantua ». Les tombes entourent le bâtiment, sauf du côté de l'abside.
L'édifice est menacé par l'érosion de la falaise de 80 mètres de hauteur, qui recule de 40 centimètres par an. Désormais posée en équilibre sur les falaises de craie de la Côte d'Albâtre, l'église menace de s’effondrer dans la Manche.
L'Association des amis de l'église de Varengeville-sur-Mer et la Fondation du patrimoine militent pour sa sauvegarde. De gros travaux de confortement sont réalisés en 2000 au niveau du sous-sol et du chœur. D'autres, d'un coût d'1 million d'euros, ont lieu en 2018 pour rénover les toits, les murs, les voûtes et la charpente. Divers projets existent pour empêcher la disparition de l'église, comme la démonter et la rebâtir plus loin, voire la déplacer, mais ils nécessitent beaucoup d'argent.

### Extérieur
L'église se compose de deux nefs : la plus ancienne au nord date des XIIe et XIIIe siècles et est construite en silex ; elle est couverte par une belle charpente caractéristique du style roman. L'autre nef, plus récente, est en style gothique et construite en moellons de grès, matériau que l'on trouve également dans la région. Il suffit de regarder la plage en contrebas pour apercevoir les gros blocs de grès échoués ici et là. Son emploi en architecture est plus tardif que le silex. Cette nef est couverte d'une charpente caractéristique du style gothique. La présence de ces deux nefs fait que, contrairement à beaucoup d'églises, celle de Varengeville-sur-Mer n'a pas la forme d'une croix latine.
Le porche d'entrée date du XVIe siècle et s'ouvre dans la nef sud. Le carré du transept ainsi que le triple chevet plat sont voûtés sur croisée d'ogives.

### Intérieur
À l'intérieur de l'édifice, entre les deux nefs, on note le pilier-colonne polygonal, décoré de sculptures représentant une coquille Saint-Jacques (sans rapport avec le pèlerinage de Compostelle), des têtes de personnages dont certains coiffés à la mode Henri II, des rosaces, des blasons dont l'un porte un dauphin couronné et un soleil. Parmi les personnages figurés, l'un ressemble à un marin en train de vomir, l'autre à un chef indien, témoignages du voyage des Dieppois (notamment Jean Ango) vers des terres lointaines.
Des vitraux modernes décorent l'édifice : ceux de Jean Renut, Raoul Ubac et l'arbre de Jessé de Georges Braque, lequel est enterré dans le cimetière entourant l'église. On trouve également des statues, dont celle de saint Valery de Leuconay, ainsi que son gisant au fond de l'édifice, et des peintures, dont une représentant Notre-Dame de Guadalupe et un tableau moderne de Michel Ciry.
L'église est dédiée à Valery de Leuconay, pour lequel Guillaume le Conquérant avait une grande vénération. Il fit prélever une partie de ses reliques et les emporta dans différentes églises d’Angleterre. Il en déposa aussi en Normandie, dans ce qui est de nos jours la commune de Saint-Valery-en-Caux, située à l'ouest de Varengeville.